# Бовырино
Бовырино — деревня в составе Егоровского сельсовета в Воскресенском районе Нижегородской области.

## География
Находится у речки Висец в правобережье Ветлуги на расстоянии примерно 26 километров по прямой на юг-юго-восток от районного центра поселка  Воскресенское.

## История
Деревня известна с начала XIX века. Название по фамилии первопоселенца. Входила в Макарьевский уезд Нижегородской губернии. Последний владелец Н.Я.Стобеус. В 1859 году было 34 двора и 106 жителей. В 1911 году учтено 84 двора, в 1925 году 606 жителей. В советский период работал колхоз «Путь к социализму».

## Население
Постоянное население составляло 81 человек (русские 98%) в 2002 году, 65 в 2010 году .